# Cladonotus
Cladonotus is een geslacht van rechtvleugeligen uit de familie doornsprinkhanen (Tetrigidae). De wetenschappelijke naam van dit geslacht is voor het eerst geldig gepubliceerd in 1862 door Saussure.

## Soorten
Het geslacht Cladonotus omvat de volgende soorten:
- Cladonotus humbertianus Saussure, 1862
- Cladonotus latiramus Hancock, 1904
- Cladonotus turrifer Walker, 1871